# Lan Sak (huyện)
Lan Sak (tiếng Thái: ลานสัก) là một huyện (amphoe) ở phía bắc tỉnh Uthai Thani, miền nam Thái Lan.

## Lịch sử
Tambon Lan Sak và Pradu Yuen của Ban Rai đã được nâng cấp thành một tiểu huyện (king amphoe) Ngày 15 tháng 10 năm 1975. Văn phòng tiểu huyện đã được đặt ở Ban Pak Muean. Đơn vị này đã được nâng cấp thành huyện ngày 13 tháng 7 năm 1981. Đồng thời, trụ sở huyện đã được dời đến Ban Kao.

## Địa lý
Các huyện giáp ranh (từ phía đông theo chiều kim đồng hồ) là: Sawang Arom, Thap Than, Nong Chang, Huai Khot, Ban Rai của tỉnh Uthai Thani, Mae Poen, Chum Ta Bong của tỉnh Nakhon Sawan.
Nguồn nước quan trọng ở huyện này là Huai Thap Salao reservoir and Kha Khaeng River (Huai Kha Khaeng).

## Hành chính
Huyện này được chia thành 6 phó huyện (tambon), các đơn vị này lại được chia ra thành 81 làng (muban). Thị trấn (thesaban tambon) Lan Sak nằm trên một phần của tambon Lan Sak và Pradu Yuen. Có 6 Tổ chức hành chính tambon.
| STT. | Tên           | Tên Thái | Số làng | Dân số |  |
| ---- | ------------- | -------- | ------- | ------ |  |
| 1.   | Lan Sak       | ลานสัก    | 10      | 13.905 |  |
| 2.   | Pradu Yuen    | ประดู่ยืน   | 12      | 6.697  |  |
| 3.   | Pa O          | ป่าอ้อ     | 10      | 7.358  |  |
| 4.   | Rabam         | ระบำ     | 19      | 12.573 |  |
| 5.   | Nam Rop       | น้ำรอบ    | 18      | 9.635  |  |
| 6.   | Thung Na Ngam | ทุ่งนางาม  | 12      | 7.380  |  |